# Темні століття (Візантія)

Візантія та сусідні держави в середині VIII століття

Темні століття або Темні віки — прийнята у візантійській історіографії назва періоду візантійської історії між приблизно 650 і 850 роками, що вважається перехідним між добою Пізньої античності та середньовізантійськими часами. Основними рисами періоду є зменшення збережених письмових джерел і економічний занепад міст, що підтверджується в археологічних і нумізматичних джерелах.
«Темні віки» стали для Візантії часом зовнішніх і внутрішніх потрясінь. Велика імперія, що утворилася внаслідок переможних воєн Юстиніана I, на початок VII століття стала розпадатися: більшість Італії було захоплено ланґобардами, на володіння в Іспанії позіхалися вестґоти. Через арабо-візантійські війни до середини століття Візантійське царство втратило африканські і близькосхідні володіння. Балкани перебували у постійній загрозі навал з боку слов'ян й аварів. До кінця VII століття в імперії, крім Константинополя, залишилося лише кілька значних міст. Арабське вторгнення справило деморалізуючу дію на візантійське суспільство. Поширені заклики до благочестя і боротьби з ідолопоклонством призвели до виникнення іконоборчого руху. Мало відомо про культурні досягнення доби.
В економічному відношенні «темні століття» були складним часом для Візантії, що відзначалися різким зменшенням населення, скороченням розміру міст та відповідним зменшенням виробництва і торгівлі. Занепад господарської діяльності підтверджується нумізматичними й археологічними даними. Яскравим показником є різке зменшення кількості монет, датованих добою «темних століть», що дозволяє припускати припинення їхнього карбування в окремих містах VIII століття. Ступінь і природа занепаду, як і його хронологічні і географічні межі, є предметом дискусії. Занепад пізньоантичних полісів у Візантії був складним процесом, про який збереглося мало письмових і матеріальних свідчень. Його пов'язують як із внутрішніми проблемами міст, серед котрих називають послаблення місцевого самоврядування після IV століття і щораз дужчі фінансові труднощі, так і різноманітні зовнішні обставини. Висувалися припущення про вплив варварських навал, голоду, епідемій, землетрусів та інших природних лих, наслідком яких став катастрофічний фінансовий, культурний та демографічний колапс міст на території колишньої Римської імперії. Відповідно до одного із розмірковувань, за «темних століть» найпоширенішим видом міста стало укріплене поселення-кастрон, а сам процес описується як «перехід від полісу до кастрону». Периметр міських стін біля кастронів був значно менший, ніж у ранніх міст, що, на думку деяких дослідників, свідчить про їхню меншу населеність.
Відновлення інтелектуальної культури у Візантії відносять до рубежу VIII–IX століть, коли знову почали створюватися рукописи. Ознаки відродження міської культури, на початку IX століття, що спостерігаються тільки в Константинополі, до XI століття стають повсюдними. Усталенню становища імперії сприяли відсутність династичного розбрату (Македонська династія правила з 867 по 1028 рік), захист кордонів та відновлення територіальної експансії в середині IX століття, зміцнення грошової системи після реформ імператорів Никифора I і Феофіла, відносно вдала податкова система, стійке законодавство й економічне регулювання.

## Історичне тло

Візантійська імперія (позначена червоним) 650 року

VII століття у Середземномор'ї повсюдно спостерігався економічний занепад і політична мінливість. Серед візантиністів вважається загальновизнаним, що стан візантійського суспільства за правління імператора Іраклія I (610–641) та його нащадків, а також за часів Ісаврійської династії (717–802) істотно відрізнявся від того, яке було за Юстиніана I (527–565) або Василію II (976–1025). Негативні явища почалися вже за Юстиніана: протягом майже всього його царювання велися руйнівні війни з Персією, 529 року було закрито Платонівську Академію, з 542 року імперію спустошувала Юстиніанова чума, регулярно відбувалися руйнівні землетруси, у 535–536 роках відбулося суттєве похолодання.
Хоча «темні віки» не мають певного початку, хронологію періоду зазвичай відзначають з 602 року, коли імператор Маврикій (582–602) був скинутий Фокою (602–610). Згідно з Феофілактом Сімокаттою, перед загибеллю імператор встиг звернутися за допомогою до свого друга перського шаха Хосрова II. Скориставшись приводом, Персія напала на Візантію, розпочавши останню війну у довгій серії римсько-перських воєн. Перший етап війни склався вкрай невдало для Візантії. 604 року пала фортеця Дара, між 608 і 610 роками перси захопили ряд інших фортець у Месопотамії та Сирії, на зміцнення котрих VI століття було витрачено величезні кошти. Тим же часом, бажаючи зберегти стабільність на Балканах, Фока виплачував великі суми аварам. Внаслідок повстання, що почалося в Африці, 610 року Фоку було повалено, а імператором став Іраклій I (610–641). Одним із перших своїх рішень новий імператор відкликав війська з Балкан, що призвело до масштабного вторгнення слов'янських й аварських племен, але не покращило становище на сході. 611 року перси захопили всю східну Сирію й одне з найбільших міст імперії — Антіохію. Через два роки наступ супротивника продовжився. 613 року було втрачено Дамаск, через рік — Єрусалим, а 615 року перси дійшли до передмістя столиці Халкідона. 620 року завершилося завоювання Єгипту, та імперія втратила не лише один із своїх найважливіших економічних і релігійних центрів — Александрію, а й основного постачальника хліба Константинополя. У першій половині 620-их років становище Візантії продовжило погіршуватися, а 623 року Іраклій був змушений пообіцяти аварам щорічну виплату в 200 000 номізм. 626 року перси, авари і слов'яни розпочали спільну облогу Константинополя, в якій союзники не досягли успіху. Навпаки, успішні дії Іраклія в Закавказзі і коло Сасанидів увінчалися перемогою, й 628 року війну було завершено на вигідних для Візантії умовах. Перемога над Персією дала Візантії можливість усталити своє внутрішнє становище, але часу на це вже не лишалося. Наприкінці 620-их років арабські племена були об'єднані пророком Мухаммадом, і тоді почалися набіги на Візантійську Палестину. Систематичне завоювання східних провінцій імперії розпочалося близько 633 року. 636 року візантійці зазнали поразки при Ярмуці, після чого втрата Сирії і Палестини стала неминучою. 641 року помер імператор Іраклій, а 646 року було остаточно втрачено Єгипет. Наприкінці 640-их років почалося арабське завоювання Північної Африки, вторгнення до Анатолії і Вірменії — не лише житницю імперії, а й її найбільший культурний центр. 653 року арабське воїнство досягло берегів Босфора. Драматичні територіальні втрати щонайменше двічі призводили імператорів до думки полишити Константинополь і заснувати столицю в іншому місці: 618 року Іраклій хотів перемістити столицю в Карфаген, а в 660-их роках Констант II (641–668) жив у Сицилії. У наступні десятиліття становище продовжило погіршуватися: близько 680 року протоболгари зайняли землі між Дунаєм і Балканськими горами, до 711 року араби опанували усе узбережжя Північної Африки. У 717–718 роках араби розпочали другу й останню облогу Константинополя.
VII століття продовжився розпочатий у ході реформ Юстиніана I розвиток адміністративної системи імперії. Не відомо точно коли почали витворюватися нові військово-територіальні одиниці — феми. Оскільки робота нової системи була тісно пов'язаною із земельною власністю, її запровадження вплинуло на долю старої провінційної аристократії та підтримуваної нею традиційної культури. Устрій центрального апарату імперії також зазнав змін після VII століття задля відповідності новим реаліям. Найбільшою зміною стала заміна преторіанських префектур незалежними службами, які зазвичай очолюють логофети.
Успіх 718 року не усунув арабську загрозу і через нетривалий час араби розорили Гангри й обложили Нікею. Приблизно тоді імператор Лев III (717–741) почав симпатизувати іконоборчому руху, посилюючи цим розкол у деморалізованому суспільстві. Правління його сина Костянтина V (741–775) почалося з громадянської війни, а 751 року ланґобарди захопили Равенну. Втрата володінь в Італії призвела до зростання впливу франків на Адріатичному узбережжі та ослаблення візантійського впливу у Венеції, яка ще визнавала владу імператора. Хоча у другій половині VIII століття арабам вдавалося робити вдалі набіги, перевага поступово схилялася на бік Візантії. 802 року було повалено Ісаврійську династію, а кінець наступної династії поклали невдалі війни з булгарами. Булгарську загрозу надовго було усунено Левом V (813–820), що також прийшов до влади завдяки перевороту. На правління Михаїла II (820–829) припали повстання Фоми Слов'янина та захоплення Криту арабами. За його сина Феофіла (829–842), останнього імператора-іконоборця, стабілізувалося фінансове становище імперії, а за онука Михаїла III (842–867) перемогою при Лалакаоні було усунуто арабську загрозу в Анатолії.

## Історіографія

### Стан джерел

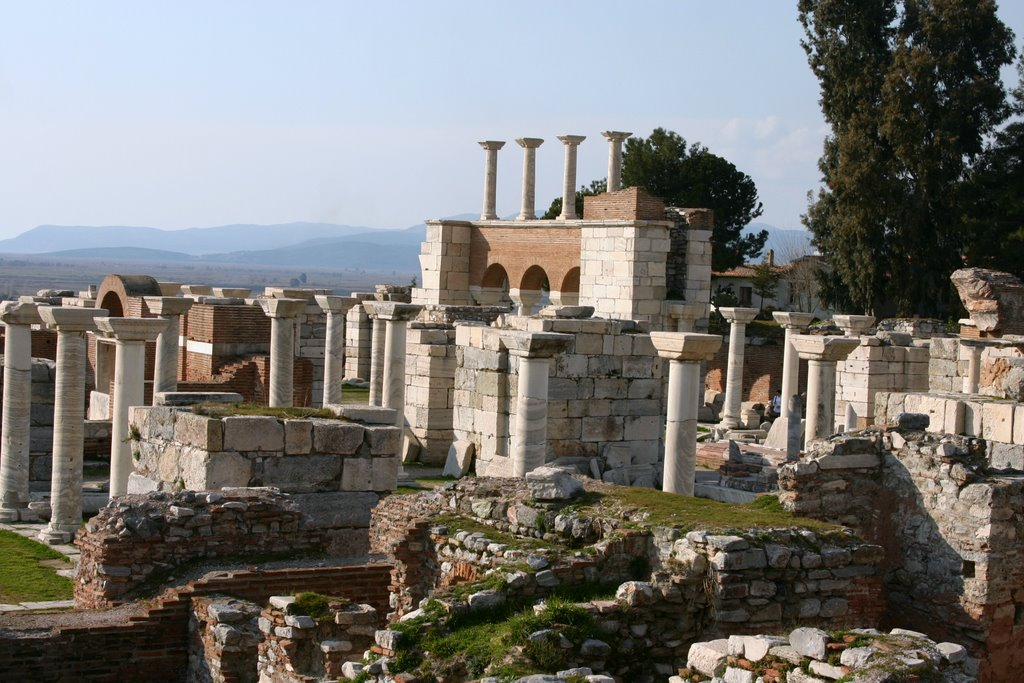
Руїни базиліки Святого Іоанна на пагорбі Аясолук в Ефесі

Відповідно до концепції Едварда Ґіббона, обґрунтованої у його класичній праці «Історія занепаду та загибелі Римської імперії», пізня Римська імперія перебувала у стані безперервного занепаду, основною причиною якого було поширення християнства. З усього періоду існування Візантії найбезпросвітнішими англійський історик вважав чотири століття після правління імператора Маврикія, «покритими туманом, крізь який зрідка проникають слабкі і надламані промені історичного світла». Значною мірою поширенню ідеї про наявність інтелектуально незаповненого часу візантійської історії сприяв німецький візантиніст Карл Крумбахер, який у передмові до свого огляду візантійського письменства «Geschichte der byzantinischen Literatur: Von Justinian bis zum Ende des Oströmischen Reiches, (527–1453)» (2-ге вид., 1897) охарактеризував період між 650 і 850 роками як «безплідний» (нім. unfruchtbar) у літературному відношенні. Російський візантиніст О. О. Васильєв називає 610–717 роки, час правління династії Іраклія, «найтемнішою епохою» (англ. the darkest epoch) за увесь час існування Візантії, оскільки тоді творчі прояви «цілком вимерли». В Оксфордському словнику Візантії «темними віками» (англ. Dark Ages) названо відрізок із середини VII століття до приблизно 800/850 років. Радянський історик Олександр Каждан, який присвятив окрему монографію огляду візантійського письменства 650–850 років, називає вказаний період часом «історіографічної втоми» після наповненого талановитими істориками ранньовізантійської доби, а американський історик Марґарет Маллетт запропонувала термін «час згортання літератури». На думку історика, період слід підрозділити на два: «Темне століття» (650–775) і «Чернече відродження» (775–850), з яких останній відзначено більшою літературною діяльністью.
Економічні і політичні зміни знайшли своє відображення у духовному житті Візантії. З другої половини VII століття візантійці стали набагато менше будувати, малювати, писати та переписувати книги. Від періоду з приблизно 512 року, коли було створено Віденський Діоскорид, на початок IX століття мало збереглося рукописів. Два століття, на котрі припали важкі війни з Персією в 602–628 роках, облога Константинополя аварами 626 року і найважча віха арабо-візантійських воєн, вкрай мізерно відображено у працях істориків. Жоден візантійський історик рівня Прокопія Кесарійського чи Феофілакта Сімокатти не описав зародження ісламу чи переможні походи імператора Іраклія. Після розквіту історіографії, що тривав до початку VII століття, немає жодного історичного твору до кінця VIII століття. О. П. Каждан називає лише чотири хронографічні твори за понад сторіччя, відносячи їх до категорії творів сумнівних і малозначних. Американський візантиніст Воррен Тредґолд не згоден з оцінкою Каждана і відносить занепад історіографії та богослов'я притаманній візантійцям обережності, що змушувала авторів дочекатися завершення війни чи релігійної суперечки, щоб викласти питання з погляду переможців. Лише близько 800 року візантійці знову звернулися до свого минулого. «Вибрану хронографію» Георгія Сінкелла, що охоплює час від створення світу до Діоклетіана, було завершено близько 810 року, але не стосується сучасних авторові подій. Одночасно або декількома десятиліттями пізніше з'явилося кілька літописів, що сягають своєї розповіді до початку IX століття. Останні десятиліття VIII століття склав свою «Коротку історію» патріарх Никифор. Найзначнішим твором того часу, «перлиною середньовічної історіографії», за словами Ігоря Шевченка, є «Хронографія» Феофана Сповідника.
До інших документів епохи відносяться діяння Другого Нікейського собору 787 року, у яких частково збереглися рішення Іконоборчого собору 754 року. Із законодавчих пам'яток відомі Еклога (741) та Землеробський закон, який точно не датовано. Нарешті, збереглося безліч житій і полемічних текстів протиіконоборчої спрямованості. Джерела, які стосуються візантійського іконоборства, не тільки мізерні, вони тенденційні. Жодного тексту, що відображає переконання іконоборців або ж який співчутливо ставлиться до імператорів, що підтримують цей напрямок релігійної думки, не збереглося. Фактично зачинателі іконоборства з Ісаврійської роду, Лев III і його син Костянтин V, були піддані «прокляттю пам'яті». Перша іконоборча доба завершилася при імператриці Ірині 787 року, а друга тривала з 815 року до кінця правління імператора Феофіла. Хоча «темні століття» значною мірою перетинаються з часами іконоборчих суперечок, більшість дослідників не ототожнюють ці два поняття.

### Постановлення питання про «темні століття»

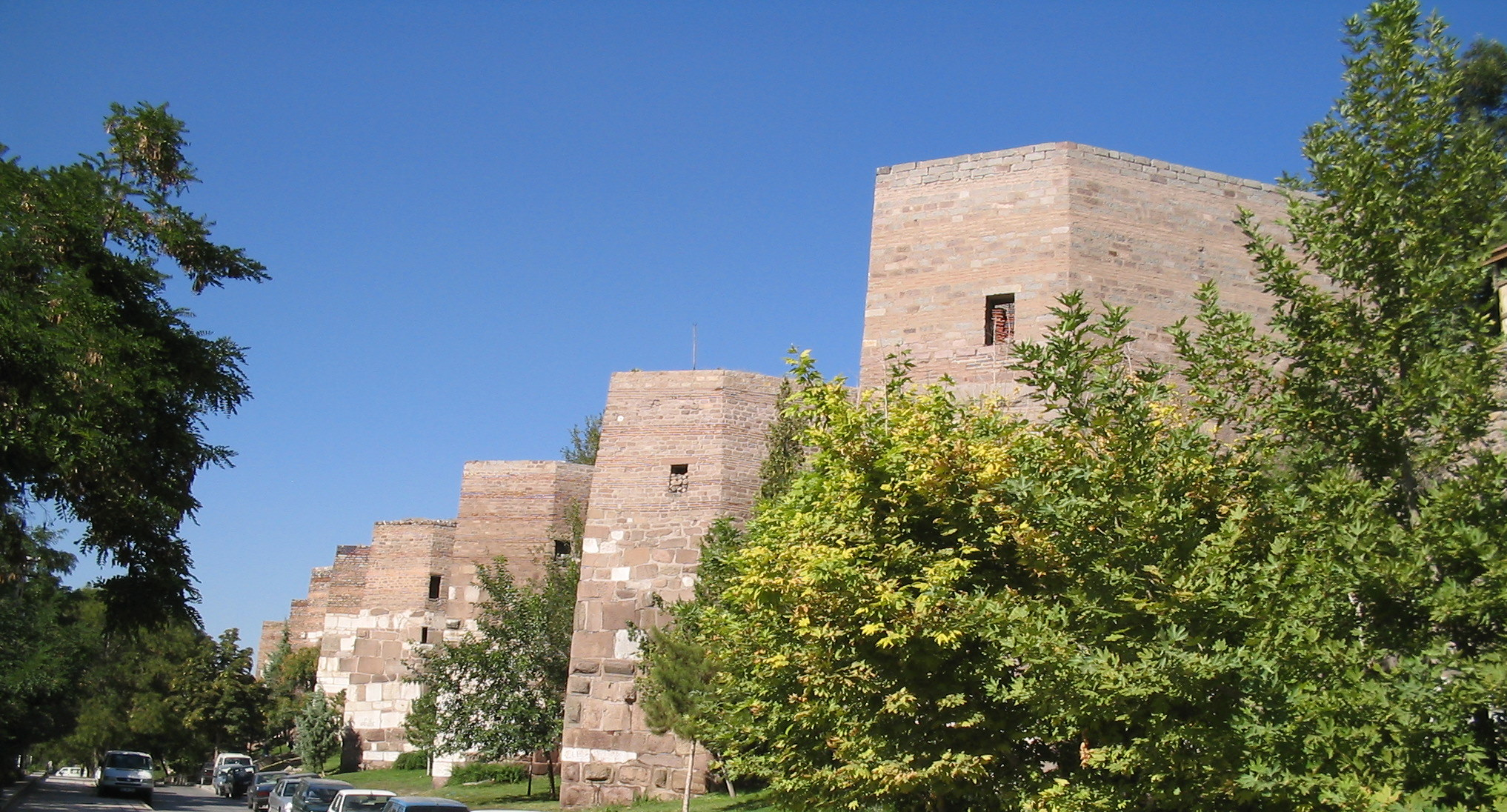
Стіни Анкіри, сучасна Анкара

Аж до середини ХХ століття в історіографії переважала думка, що занепад цивілізації у Європі був викликаний варварськими навалами під час Великого переселення народів. У ряді праць бельгійського історика Анрі Піренна, насамперед у його книзі «Магомет і Карл Великий» (1937), цю тезу було оскаржено, а як поворотну точку історії було названо арабські завоювання, що почалися в середині VII століття. Дискусія з приводу «тези Піренна» вийшла за межі європейської медієвістики. У контексті візантиністики останніх десятиліть розгляд специфіки «темних століть», як правило, редукують до питання про долю візантійського міста. Як зазначав 1967 року радянський візантиніст М. Я. Сюзюмов, «проблема міста за „темних віків“ візантійської історії представляє особливе значення, оскільки питання про роль міста за період VII – середини IX ст. є проблемою континуїтету пізньоримського суспільства та впливу античної традиції». Це явище є важливим для розуміння природи візантійської держави в цілому, процесу переходу від Античності до Середньовіччя, а також положення Візантії на час завоювання її володінь османами. Так, наприклад, якщо міське життя в Малій Азії процвітало безперервно аж до турецького завоювання, то така зміна була значнішою зміною і постає в іншому світлі, ніж якщо турки прийшли в розорений і малонаселений край. У ранній історіографії панувало уявлення про візантійське місто як продовження античного поліса. Типовою є думка російського історика О. П. Рудакова, який стверджував, що «Візантія може розглядатися як агрегат споконвічних міських громад-полісів».
Сучасний етап вивчення питання відраховують від дискусії, започаткованої статтею радянського візантиніста О. П. Каждана «Візантійські міста у VII–IX ст.» (1954). Полемізуючи з «буржуазними істориками», які, з одного боку, ототожнювали систему виробництва з наявною в капіталістичному світі (Ґуннар Міквіц, Роберт Лопес), а з іншого — розглядали візантійські міста як безпосереднє продовження античних міст (Карл Дітеріх, Ніколае Йорга). Заперечуючи тезу О. Е. Ліпшиць про багатолюдність візантійських міст у VII–IX століть і ставлячи питання про безперервність традицій у їхньому розвитку, Каждан відзначив неможливість отримання відповіді лише на матеріалі письмових пам'яток, свідчення яких є неповними, суперечливими і, що важливіше, які не належать до цієї епохи. Як основні джерела, що описують стан міст як осередки товарного виробництва, він запропонував використовувати дані нумізматики й археології. Розбираючи статистику розкопок у різних регіонах, Каждан відзначає різке зниження кількостей монет у обігу усіма регіонами Візантійської імперії для розглядуваної доби. Те саме явище відзначається і за монетами, що знаходилися в обігу за межами імперії, з чого історик зробив висновок про зміну становища візантійських міст, послаблення товарності господарства і зростання в них натурально-господарських тенденцій. Наявні археологічні дані, які в середині XX століття відносяться переважно до Балкан, також підтверджували, на думку Каждана, руралізацію чи запустіння римських міст. Доступні Каждану розрізнені дані з міст Малої Азії та Криму не суперечили його основному висновку у тому, що деякі міста, крім Константинополя, пережили падіння рабовласницької формації. Проблема викликала особливе зацікавлення у радянському письменстві у зв'язку з загальним питанням про перехід Візантії від рабовласницького ладу до феодального.
Полеміку було продовжено доповіддю Ернста Кірстена 1958 року на XI міжнародному з'їзді візантиністів в Мюнхені, на думку якого вже в кінці VI – першій половині VII століття переважна більшість ранньовізантійських полісів перетворилася у фортеці. Послідовним прихильником дисконтинуїтету залишався Олександр Каждан, який ставив питання так: чи було місто «продуцентом», тобто чи могло воно існувати за рахунок власних економічних можливостей, одночасно обслуговуючи село ремісничою продукцією, або «консументом», накопичуючи ренту-податок. У такій термінології, на думку Каждана, питання зводиться до з'ясування, чи можна назвати візантійські міста «Темних століть» «містами нового типу», «містами-творцями». Ряд дослідників розвивали «катастрофічну гіпотезу», що пов'язує розрив існування міста з військовими поразками імперії у першій половині VII століття. Британський історик Марк Віттов пов'язує руйнування старого економічного порядку з втратою до середини VII століття найбагатших провінцій Близького Сходу й Африки. Свідчення процвітання, яке тривало, на його думку, до 600 року, підтверджуються археологічними знахідками у містах долини річки Йордан та селах Північної Сирії. Інші дослідники зазначали, що стагнація і занепад розпочалися за півстоліття до перських вторгнень, а в деяких регіонах ще раніше.
Теорію О. Каждана та Е. Кірстена про відмирання античного міста в період з VII по середину IX століття було оскаржено югославським візантиністом Георгієм Острогорським та американцем Робертом Лопесом, що наполягали на безперервності (континуїтеті) візантійського міста. Погоджуючись із важливістю статистичного розгляду нумізматичних даних, Г. Острогорський зазначав, що підрахунки Каждана стосувалися переважно бронзової монети, тоді як після царювання Константа II (641–668) її стали менше карбувати. Навпаки, якщо брати до уваги тільки золоті монети, картина стає зворотною, і доступні колекції та каталоги демонструють збільшення розміру скарбів у 610–711 роках. Визнаючи, що задовільного пояснення різкого зменшення кількості бронзової монети немає, Острогорський відмовляється вважати єдиним поясненням цього явища занепад міст. З іншого боку, зазначає історик, переліки єпископів не вказують істотної зміни церковної організації порівняно з попередніми сторіччями. В цілому, хоча занепад місцевого самоврядування в пізньоантичних містах не можна заперечувати, говорити про повне зникнення міст Острогорський вважає величезним перебільшенням. Михайло Сюзюмов у своєму аналізі вказував на неможливість розгляду міста як осередку товарного виробництва. Погоджуючись з тим, що за розглядуваних часів мала місце аграризація міст, Сюзюмов не вважає цю обставину вказівкою на одночасну дезурбанізацію. На думку уральського візантиніста, «наявність приміського сільськогосподарського району, залученого до товарного виробництва, є питомою рисою середньовічного міста як економічного центра». На думку історика, візантійське місто «увійшло у середньовіччя „в готовому вигляді“», що означає збереження ним ролі центру товарного господарства під час переходу від рабовласницького ладу до феодального. Зовнішні потрясіння VII століття, згідно Сюзюмову, призвели міста до тимчасового занепаду, не припинивши розвитку торгівлі і ремесла, та не завадили появі в містах багатого прошарку населення, чиї доходи не були пов'язані з сеньйоральною експлуатацією.

### Сучасна історіографія
Розвинена внаслідок дебатів 1950–1970-их років «стандартна модель», за якою населення пізньоантичних міст переселилося в фортеці на пагорбах, надалі уточнювалася даними археології. Між зазначеними крайніми позиціями було запропоновано безліч альтернативних чи компромісних теорій. Поширеним підходом є вивчення «трансформаційної» динаміки, коли «занепад» розглядається в рамках окремих періодів, соціальних груп і територій, а більша увага приділяється збереженню і безперервності окремих культурних практик. Стосовно міст, послідовники трансформаційної парадигми досліджують континуїтет окремих міст, або доводять «неприродний» характер ранньовізантійської урбанізації. Прибічники різних варіантів «занепаду та падіння» (або «падіння і занепаду») серед сучасних дослідників також присутні. Загалом, як зазначає французький історик Сесіль Морісон, у сучасній історіографії переважає позитивний погляд на це перетворення — як через загальну віру в прогрес, так і через менший занепад у Візантії, ніж тим же періодом на Заході.

## Внутрішній розвиток Візантії за «темних століть»

### Дані археології

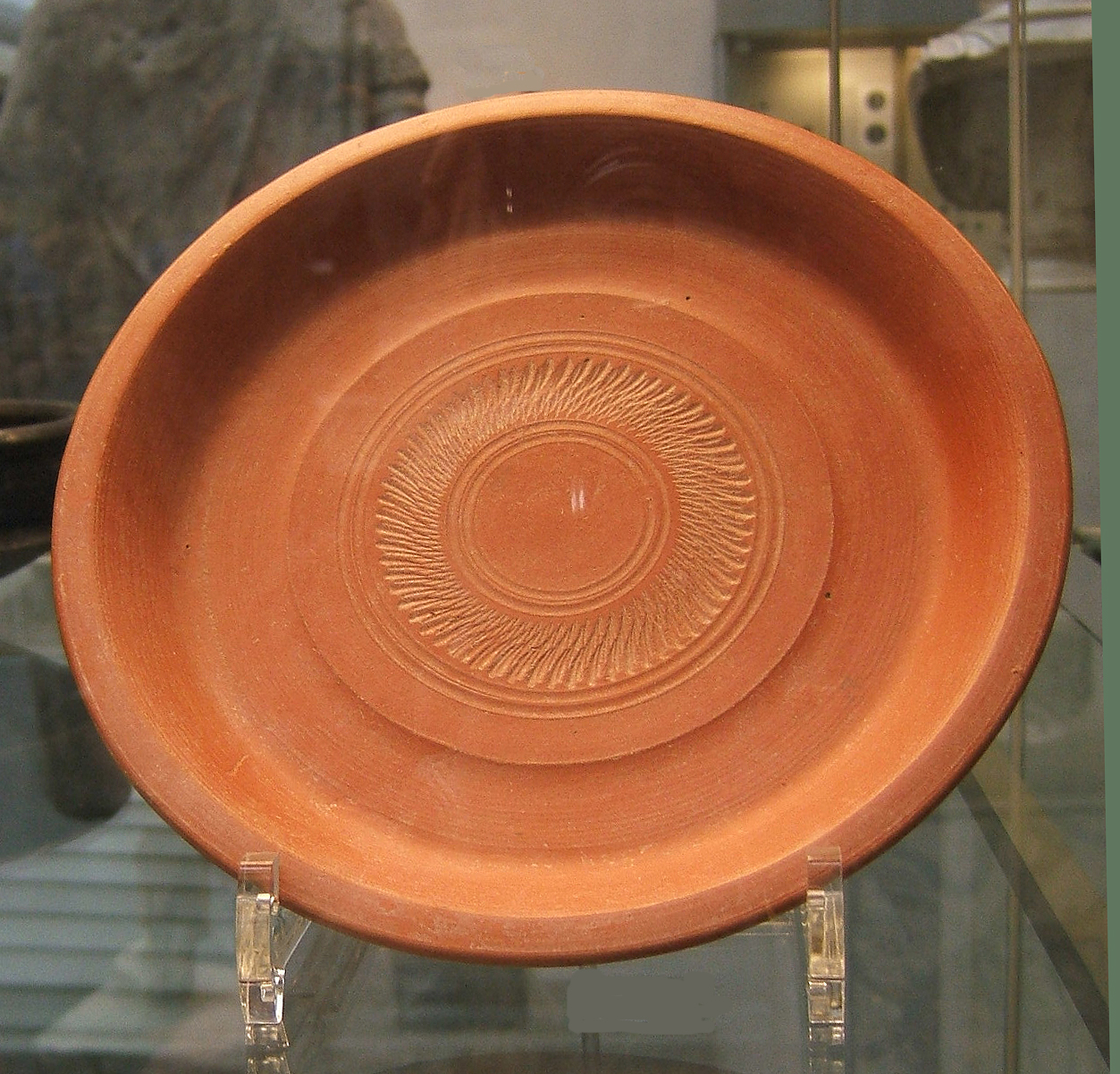
Після 650 року африканський червонолаковий посуд практично не зустрічається у Візантії

Будівництво класичних громадських будівель у містах почало скорочуватися задовго до «темних століть». Хоча кожне значне місто мало принаймні один театр, останній театр у Сирії було збудовано при Філіппі Арабі (244–249). З другої половини VII століття будівництво нових громадських будівель припинилося, якщо не брати до уваги споруджуваних повсюдно фортифікаційних споруд. За спостереженням К. Фосса, найбільші міста Малої Азії зазнали значних руйнувань у 610-их роках, а потім було відновлено у скромнішому вигляді. Відновлені Анкіра і Сарди за царювання Константа II отримали потужні фортечні стіни, але поселення всередині укріплень було, фактично, селом. Типовою є доля Ефеса, одного з найбільших міст Малої Азії. За Пізньої Античності це було велике портове місто, найважливіше адміністративне, торгове і фінансове осереддя, місце проведення двох світових соборів. Судячи з археологічних даних, у місті велося інтенсивне і високоякісне будівництво. Положення драматично змінилося на початку VII століття, що, можливо, стало одним із наслідків успішних перських вторгнень. До 614 року будівлі верхньої агори та розкішні будинки вздовж центральних вулиць були занедбані назавжди. Будівлі, які ще активно використовувалися наприкінці VI століття, було засипано сміттям і використовувалися як підмур'я для хатин і складів. У роки «Темних століть» в Ефесі було побудовано нову стіну, що охоплює частину старого міста та прилеглі пагорби. Лазні часів імператора Констанція було зруйновано, а театр і палац розділено на невеликі приватні житла. Акведук, що забезпечував все місто водою, став непридатним, і кожна з частин міста мала вирішувати проблему водопостачання самостійно. Найбільша споруда візантійського часу в місті — цегляна церква Богородиці — була наполовину меншою за базиліку, що існувала раніше. Цегляну церкву, своєю чергою, теж було зруйновано і замінено невеликою каплицею при цвинтарі. Після того, як порт Ефеса було остаточно покинуто XII століття, місто повністю знаходилося в межах фортеці на пагорбі Аясолук. У багатьох інших випадках населення або повністю залишало міста, або переселялося до сусідньої фортеці.
Резюмуючи 1999 року вислід багаторічних дебатів, В. Брандес заявив, що у період із середини VII по середину VIII століття лише чотири поселення, окрім столиці, могли претендувати на звання міста — Тессалоніки, Ефес, Нікея і Трапезунд. Зі стародавніх міст збереглося населення також в Атенах, Коринфі, Тебах, Смирні, Анкірі, Халкедоні і Херсонесі, але займана ними площа сильно скоротилася. Краще збереглися приморські міста, такі, як прикрашена при Іраклії Гортіна, що успішно обернулися з античного полісу у невелике, але активне місто. Хоча багато міських центрів перемістилися на височини, що одержало в історіографії назву «перехід від полісу до кастрону», нижні частини міст залишилися, як і раніше, заселеними. Розкопки Аморія виявили, що протягом усіх «темних століть» аж до руйнування міста 838 року в ньому велося активне економічне життя.
Теорію Ж. Чаленко (1953–1958) і К. Фосса (1977) про «кінець античності» в Малій Азії внаслідок заподіяних персами руйнувань було піддано критиці. Опоненти Фосса вказували, що взяті ним як приклад міста можуть не бути типовими випадками, а також на те що, що візантійське місто виконувало іншу роль, ніж античний поліс. Незалежно від причин змін, при переході від класичного міста до пізньоантичного міський простір значно змінився. У нових політичних й економічних реаліях старі муніципальні інститути (міські ради, суди, навчальні заклади, бібліотеки, іподроми) або занепадали, або повністю зникали. Будинки, які не належали до урядових служб, приходили в запустіння або розбудовувалися. Перестали використовуватись гімнасії та театри, колонади й агора забудовувалися дрібними прибудовами, і навіть акведуки переставали діяти. Головними елементами великого міста стали церкви та торгова площа. Центральна влада намагалася боротися з проявами занепаду, але у довгостроковій перспективі безуспішно. На думку британського антикознавця Вольфа Лібешюца, припинення використання за прямим призначенням громадських споруд ще не означало, що міста переставали бути місцем зосередження населення. Навпаки, потреба у нових спорудах свідчить про усе більшу потребу у будинках і крамницях. Як зазначав прихильник континуїтету археолог Браян Ворд-Перкінс, VI століття сентиментальна й естетична схильність до громадських будівель змінилася тенденцією до будівництва чогось більш практичного.

### Економічний стан

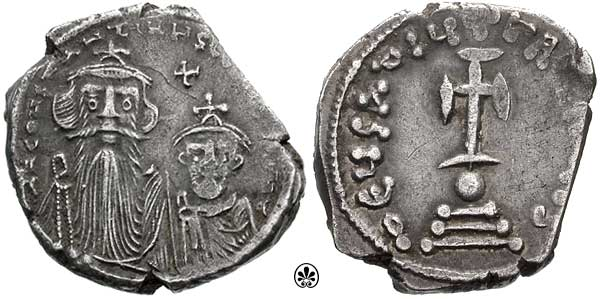
Для фінансування воєнних витрат імператор Іраклій почав випускати срібні гексаграми. Гексаграма Константа II та Константина IV

Висунута шотландським археологом Вільямом Рамзі наприкінці XIX століття теорія про вплив зміни торгових шляхів, що почалося ще до падіння Західної Римської імперії в IV–V століттях, не підтвердилася подальшими дослідженнями. Французький історик Моріс Ломбар пов'язував дезурбанізацію з економічними чинниками, зокрема, великими виплатами золотом на схід й у варварські країни. Багато дослідників згадують вплив арабських навал, що призвели до значних переселень і зміни способу життя, утруднення мореплавання внаслідок появи арабських піратів. Завдяки розсліду накопичених археологічних даних було висунуто ідею стрімкого колапсу, викликаного несподіваними катастрофічними змінами в навколишньому світі. На думку низки істориків, процвітання міст тривало приблизно 600 року, коли почалися руйнівні війни спочатку з персами, а потім із арабами. Пріоритет, як правило, віддавався останнім, і 1973 року відомий антикознавець Пітер Браун пов'язав з діями арабів не тільки кінець античного світу в Азії, а й руйнування традиційних цінностей у жителів малоазійських міст, що призвело до торжества іконоборства в наступному столітті. 1975 року британський археолог Клайв Фосс вказав на важливість погано документованого періоду з 613 по 626 рік, коли значну частину Анатолії було окуповано Персією. Нумізматичні свідоцтва, зокрема відсутність монет від монетних дворів, що залишилися на окупованих територіях за зазначений час і розподіл монет за роками в скарбах, доповнюють дані наративних джерел. Суперечливі нумізматичні дані щодо візантійського Херсонесу: хоча випуск нової монети VII століття припинився, вироблялося масове надкарбування на монетах IV–V століть. Статистичні дані щодо монетних скарбів явно вказують на те, що VII століття обіг монети різко скоротився. Візантійський уряд продовжував карбувати золоті монети — на думку О. Каждана, у пропагандистських цілях і як символ влади, але мідна монета, що використовувалася в практичних торгових операціях, майже повністю зникла в другій половині століття.
Німецький історик Ернст Кірстен пояснює втрату містами свого економічного значення визволенням селян від залежності внаслідок повстання узурпатора Фокі, розселенням слов'ян на Балканах й арабами на сході. На думку Кірстена, поява захожого елемента призвело до збільшення частки натурального господарства. Зазначається також культурний занепад міст, викликаний пограбуванням провінційних цінностей за Юстиніана I на користь Константинополя. Впливова концепція, що найпослідовніше розвивалася у працях радянського візантиніста Георгія Курбатова, виходить із припущення, що вже IV століття багато дрібних міст втратили міські риси. Таким чином, до VII століття процес дезурбанізації зайшов вже досить далеко і важливу роль відігравали лише найбільші центри. Близькосхідні регіони імперії і до війни 602–628 років зазнавали руйнівних вторгнень. Хоча Прокопій Кесарійський у трактаті «Про споруди», говорячи про відновлення Антіохії Юстиніаном I після руйнівного перського походу 540 року, намагався створити враження, що місто було повністю відновлено, археологічні дані вказують на те, що старий поліс не зміг повернутися до колишньої пишності. Те саме стосується й інших міст Сирії. На думку британського сходознавця Г'ю Кеннеді, у ряді найбільших міст Близького Сходу (Алеппо, Дамаску, Єрусалимі) перехід від класичного полісного планування із широкими вулицями з колонадами на користь середньовічного арабського з ринками розпочався задовго до середини VII століття.
Археологічні дані вказують на існування жвавої торгівлі у Середземномор'ї у V–VI століттях. Товари в глиняних судинах вирушали зі сходу на захід, насамперед із Сирії, Палестини і південних островів Егейського моря. За припущенням Жоржа Чаленко, процвітання поселень Північної Сирії обумовлено доходами від продажу оливкової олії на ринках Константинополя. На думку американського візантиніста Сиріла Манґо, процвітання села не виключало водночас занепад міст. Руралізація імперії означала зменшення кількості містян, яких потрібно було годувати, та приплив свіжої робочої сили у село. Наслідком стала дешевизна продуктів, що відзначається джерелами VIII ст. На загальне економічне становище впливало також припинення виплат найманцям.

### Демографія
Впливу природних лих на перебіг історичних подій, як правило, не надається великого значення. Проте однією з причин занепаду під час темних століть називають викликані Юстиніановою чумою демографічні зміни. Згідно з наративними джерелами, демографічний ефект пошесті був настільки значним, що навіть VII століття в Константинополі проживало не більше 40 000 жителів. З іншого боку, переконливих археологічних даних, що підтверджують суттєву депопуляцію, наприклад, збільшене число могильних написів відповідного періоду, виявити не вдалося. Свій внесок у спад населення внесли і війни, які вів Юстиніан I. У 740-ві роки столиця перенесла спустошливу епідемію чуми, після чого розпочався повільний процес відновлення кількості населення та життя у місті. До середини VIII століття столиця Візантії втратила більшу частину свого населення, а коли 740 року сильний землетрус зруйнував міські стіни, їх не було кому лагодити. Через сім років місто майже повністю знелюднело внаслідок мору. Після чуми 747 року імператор Костянтин V заселив Константинополь населенням з Греції та островів Егейського моря, які також відчували нестачу в людях. У 760-их роках імператор заселив слов'янами азійське узбережжя Чорного моря. Приблизно з 755 року розпочався повільний процес відновлення Константинополя, який тривав до епохи хрестових походів.
На думку деяких дослідників, скорочений периметр міських стін часів «темних століть» відповідає зменшеному населенню міст. Дані археології останніх десятиліть дозволили встановити, що прямий зв'язок між чисельністю населення і площею міста всередині стін, швидше за все, є відсутнім. Звуження суспільного простору, що стало наслідком припинення використання античних суспільних споруд, за теорією Олександра Каждана, призвело до зникнення у візантійців суспільного життя, місце якого зайняла нуклеарна сім'я. У масштабі держави відбулося пристосування до зменшення населення. У селі, що зазнало також наслідків кліматичних змін, зник інститут колонату, відбувалося впровадження нових сільськогосподарських технологій і посівних культур.
Складне демографічне становище склалося і на Балканах. У багатьох регіонах до другої половини VII століття скоротилася кількість поселень та їхня площа, деякі області повністю знелюдніли. Нумізматичні свідчення вказують на занепад військової й економічної діяльності, мабуть, через переміщення у 620-их роках дислокованих на півдні півострова військ на схід. Також відзначається скорочення імпорту кераміки й обсягів будівництва, багато цвинтарів було занедбано. На відміну від Малої Азії, де дослідники приділяють особливу увагу зміненим умовам міського середовища на Балканах у фокусі уваги знаходиться зміна етнічного складу в контексті переселення слов'ян.

## Зміни у культурі

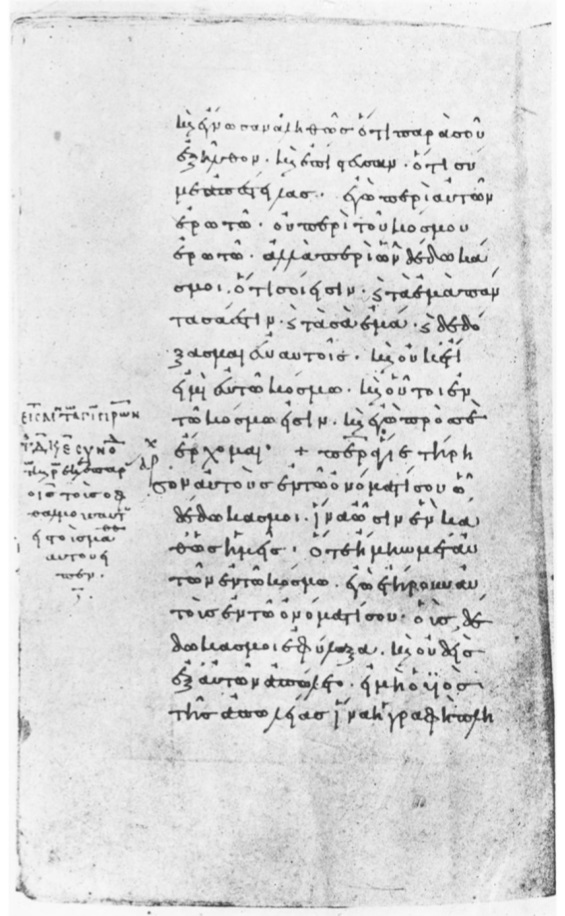
Написана мінускулом сторінка з Євангеліє Успенського, 835 рік

За оцінкою Олександра Каждана, у середині VII століття повністю згасає наукова діяльність, значно збіднюється творчий хист богословів. Припинила існування традиційна аристократія і з нею міська культура, і навіть класичні імена вийшли з ужитку. Французький візантиніст Поль Лемерль відносить початок занепаду освіченості до попереднього століття, пов'язуючи його наступ із протиязичницькими починаннями Юстиніана I. Разом з тим, якщо розглядати візантійське письменство у ширшому контексті, як твори «високого мистецтва» грецькою мовою, картина стає менш однозначною. Для VII століття існують орієнтовані на не-грецького читача історичні праці вірменською, коптською і сирійською мовами, в яких події візантійської історії розглядаються як зовнішні. Теза О. Каждана про літературну незаповненість, «мовчання» «темних століть» у новій історіографії заперечується істориками, які вказують на помилковість ігнорування релігійної літератури. Так, грецький візантиніст Ніколаос Томадакіс (1974) приписує походження такого кривотлумачення тим історикам, які розглядають проблему виключно зі світської точки зору, нехтуючи роллю церковного чи релігійного виховання. Подібним чином, його британська колега Аверіл Кемерон говорить про тих сучасних істориків, які вважають за краще працювати тільки з джерелами звичного ним роду, не розглядаючи широкий пласт богословської літератури.
Для глибшого розуміння періоду необхідно брати до уваги також пам'ятники інших жанрів, такі як запитальники Анастасія Синаїта, агіографічну літературу, описи чудес та паломництв, християнську полемічне письменство проти мусульман і євреїв, проповіді та апокаліптичні твори. Одночасно з політичними та військовими подіями епохи у візантійській церкві відбувалися важливі зміни і суперечки — спочатку з приводу монофелітства, потім іконоборства, що супроводжувалися канонічними документами, листуванням церковних ієрархів і богословськими трактатами. До «темних віків» належить один із найбільших візантійських богословів Максим Сповідник (пом. 662). Хоча такі «нетрадиційні» джерела також мають свої лакуни, неодноразово вказувалося на важливість їхнього використання для досліджень, зосереджених не на інституційних чи політичних аспектах історії Візантії. На думку П. Лемерля неправомірно звинувачувати в темряві період, «який, можливо, показав свою байдужість до «освічення» тільки тому, що він мав вирішити нагальніші проблеми, які він і зумів вирішити». Іншою помилкою історик називає думку про іконоборчу суперечку як «руйнівне і знеплідне» явище, тоді як він спонукав філософську полеміку між іконоборцями та іконопоклонниками, з якої збереглися праці тільки останніх.
Серед дослідників немає єдності у думках щодо рівня грамотності населення у «темні віки». Відповідно до традиційної точки зору, він протягом усієї історії Візантії був досить високий і, щонайменше, значна частина візантійців вміла читати. Більшість святих — єдина категорія візантійців, про життя яких відомо від народження до смерті,судячи з житійної літератури, як і аристократи, вміли читати і писати. Аж до царювання Іраклія діяв Константинопольський університет, у якому на початку VI століття викладали граматик Георгій Хойробоск та філософ Стефан Візантійський. Очевидно, система початкової освіти збереглася VIII століття. Як доводить П. Лемерль, приписувані першому імператору-іконоборцю Леву III знищення Константинопольського університету та вбивство його викладачів є вигадкою іконопоклонників, але з VI століття вищу освіту не розвивали, та коли її відродили IX століття, викладання велося за тими ж книгами, що й за часів Юстиніана. Наскільки можна судити з агіографічних джерел, «початкова» (дав.-гр. προπαίδεια) і «середня» (дав.-гр. παίδεια, ἐνκúκλιος) освіти в VIII—IX століттях не зазнали змін.
На кінець «темних століть» припали дві важливі зміни у ниві поширення знання. Приблизно наприкінці VIII століття через арабів поширилася технологія виготовлення паперу. Найстарішою збереженою паперовою книгою грецькою мовою є датований приблизно 800 роком рукопис Vat. gr. 2200. Досить швидко папір поширився імперією, замінивши папірус, що став важкодоступним після втрати Єгипту. Хоча папір був дешевшим за пергамену, його поява у Візантії IX століття не мала того часу великого значення для книжкової справи. Приблизно тоді ж і, можливо, через зменшення кількості доступної письмової сировини, поширилося написання рукописів малими літерами — мінускулом, на противагу популярному за попередних сторіч маюскулу (унціалу). Невідомо, де з'явилося нове накреслення, можливо, в скрипторії Студійського монастиря. Можливо, вироблення швидшого, читанішого й економічнішого аркуша і було пов'язане з потребою у поширенні текстів і думок, породжених суперечкою навколо ікон. У мінускульних рукописах було введено поділ слів, наголос і знакорозділ, при їхній переписці робилося менше помилок — все це підготувало ґрунт для подальшого відродження гуманітарного знання.

## Завершення «темних століть»
Організація фем призвела до підвищення обороноздатності імперії та покращила захист внутрішніх областей, але на початку IX століття Візантія продовжувала зазнавати чутливих поразок. 811 року в битві з болгарами загинув імператор Никифор I (802–811), у 812–814 роках араби розоряли Фракію, 838 року ними було зруйновано головні міста Малої Азії, Анкіра й Аморій, 844 року візантійці зазнали поразки при Мавропотамі. У 850-их роках становище покращилось, а перемоги в кампанії 863 року усунули загрозу арабських вторгнень. Економічне становище почало кращати дещо раніше, хоча воно не було катастрофічним протягом VII–VIII століть. При Костянтині V податки було значно підвищено, а їхнє зниження 801 року імператрицею Іриною призвело до внутрішньополітичної кризи. Скинувши Ірину, Никифор провів 810 року фінансові реформи і вже імператор Феофіл мав достатньо коштів, аби здійснити масштабну програму будівництва. Відродження культури почалося ще раніше, в останні десятиліття VIII століття, хоча питання про глибину інтелектуального занепаду в темні століття є дискусійним. Про те, що в «темні віки» культурні устремління було повністю забуто, свідчить епізод з житія Феодора і Феофана Накреслених. Своє прізвисько святі отримали за те, що 836 року за наказом імператора-іконоборця Феофіла на їхніх обличчях було написано ямбічні вірші. Той факт, що погано складені вірші могли дискредитувати простих ченців, історик Марґарет Маллетт вважає вказівкою на продовження існування класичної традиції. Візантиністи, як правило, не пов'язують прогрес у галузі освіти з військовими та економічними успіхами Візантії. Найімовірніше, що до успіху привів занепад халіфату Аббасидів або приплив мігрантів з Вірменії чи слов'янських племен.
Археологічні дані дозволяють простежити процес відновлення на землях сучасних Болгарії і Румунії. Було засновано нові міста, наприклад, на місці древнього Севтополя, пожвавилася торгівля в уже наявних, набували статусу міст фортеці і тимчасові поселення, як у Пакуюл луй Соаре. До Патрів повернулися жителі з Калабрії, у Лакедемон з Монемвасії. Поряд з Монемвасією, доля якої відома з «Монемвасійської хроніки», за синойкізму після завершення «темних століть» утворилися Сервія, Стробілос, Преслав і безліч інших міст на території сучасної Болгарії. Подібні ж процеси відбувалися на півдні півострова. У VII–VIII століттях більшість Атен було покинуто жителями і, за словами Фердинанда Грегоровіуса, «місто було хіба що перегорілим шлаком досконалого життя свого минулого», скоротившись до території, безпосередньо прилеглої до Акрополя. Відродження почалося в другій половині IX століття і відзначено будівництвом церкви Іоанна Мангутіса 871 року, але відновлення добробуту тривало до XII століття. Те саме відбувалося в Коринті та Спарті. З інших грецьких областей найбільше археологічних даних відносяться до Македонії і Фракії. Про Тессалоніки, найбільше місто регіону, джерела XII століття повідомляють як про важливий комерційний центр. У багатьох містах велося інтенсивне церковне будівництво.
Істотно складніше відтворити обставини відновлення міського життя Малої Азії. Ймовірно, тільки в Нікеї, Смирні, Анкірі та Халкедоні поселення безперервно існували з часів Пізньої Античності. Не втрачав міського характеру також кримський Херсонес. Покинуті у VII столітті міста було відбудовано через три століття, але в них уже не було колишньої впорядкованості. Накопичені починаючи з другої половини XX століття археологічні дані дозволили зробити висновок про те, що відновлення в малоазійських містах відбулося не одразу після закінчення темних століть. На думку німецького археолога Філіпа Нівенера (Philipp Niewöhner), у зв'язку з тимчасовим усуненням арабської загрози візантійці втратили потреби у міських фортифікаціях і лише наприкінці XI століття, коли почалися вторгнення сельджуків, візантійці знову відчули потребу у захисті. У Мілеті не було усунуто ні пошкоджень, заподіяних персами, ні додаткових руйнувань через землетрус, що стався у невстановлений час до XI століття. Уламки Серапеуму та ринкової брами так і не було прибрано, заблокувавши входи до міста. З приходом турків у регіон Мілет було перезасновано під ім'ям Кастрон тон Палатіон, представляючи тепер фортецю й обнесене мурами місто. Фортецю було зведено на найвищій точці театру, мармурові сидіння якого було використано як будівельні блоки. Ні укріплення, ані житлові будівлі в місті не співвідносяться зі спорудами колишнього Мілета. Аналогічно, археологічні знахідки в Пергамі виявляються тільки в шарах починаючи з другої половини XI століття, коли відновили міську фортецю, але на той час чудове стародавнє місто перетворилося на скупчення невеликих житлових будинків та лавок. Сарди, після тривалого запустіння, знову з'явилися біля фортеці як група сіл навколо розібраного храму Артеміди. В цілому, за винятком Ефесу, Нікомедії, Нікеї та Атталії, у середньовізантійську добу малоазійські міста були скоріше фортецями та сільськогосподарськими громадами, ніж серцями торгівлі і ремесла.
У зв'язку з відновленням розвитку міст наприкінці XI століття Жільбер Даґрон ставить питання, чи супроводжувалося воно відповідним демографічним підйомом на селі, або ж відбувалося за його рахунок. На думку французького візантиніста, повільне зростання населення в XI-XII століттях спостерігалося і в містах, і в сільській місцевості. Що стосується датування такого повороту, то символічною віхою вважається поразка візантійців при Манцикерті 1071 року, незабаром після якої до влади прийшов рід Комнінів. В історіографії «військових» комнінівських імператорів, що спиралися на регіональні феодальні еліти, переважно сільські, зазвичай протиставляють їх «цивільним» попередникам 1025–1081 років, які сприяли розвитку середнього класу у містах.